# Beija-flor-de-peito-roxo
Beija-flor-de-duas-bandas, nectarínia-de-peito-roxo ou Beija-flor-de-peito-roxo (Nectarinia bifasciata) é uma espécie de ave da família Nectariniidae.
Pode ser encontrada nos seguintes países: Angola, Botswana, República do Congo, República Democrática do Congo, Etiópia, Gabão, Quénia, Malawi, Moçambique, Namíbia, Ruanda, Somália, África do Sul, Essuatíni, Tanzânia, Uganda, Zâmbia e Zimbabwe.